# Chantal Gondang
 (mars 2023).
 (mars 2023).
Chantal Gondang est une danseuse, chorégraphe et directrice artistique d’origine camerounaise. Elle est la fondatrice de la compagnie Chantal Gondang crée en France en septembre 2001.

## Biographie

### Enfance et Débuts
Chantal Gondang débute la danse dès le bas âge par les danses traditionnelles qu’elle pratiquera durant toute son adolescence. Elle arrête ses études au Cameroun alors âgée de 18 ans et s’installe en France en 1982. Elle s’inscrit à la Maison des jeunes et des cultures. Chantal Gondang s’abonne ensuite à des cours de jazz, de danse classique et d’Afro brésilien. Elle sera également initiée à la danse contemporaine par Peter Goss.

### Carrière
Chantal Gondang enseigne la danse africaine et afro-contemporaine de 1989 à 2012 dans diverses écoles de Paris et d’Ile de France, notamment le Centre Georges Momboye à Paris et l’Atelier Danse au Perreux sur Marne.Elle ouvrira en Septembre 2004 au Plessis-Trévise (94) l’école de danse Sanaga en collaboration avec Sarah Larédo.
Elle revient s'installer en  janvier 2013 à Douala et s'engage le développement local de la culture, plus particulièrement de la danse.
en 2019, elle crée la comédie musicale Coépouses. Elle est promotrice de l'évènement Danse insolite et cofondatrice du centre culturel  La Maison de la Culture et de la Danse.

## Spectacles
- Bigna[8]
- Flô[9]
- L’Être au Corps
- Teukeïna
- Les coépouses[10]
- Le cri du silence[11]